# ۱۲۷۴ (قمری)
۱۲۷۴ (قمری)، هزار و دویست و هفتاد و چهارمین سال در گاهشماری هجری قمری است. اول محرم این سال برابر با بیست و دوم اوت سال ۱۸۵۷ میلادی است.

## درگذشتگان
- آقا علی‌اکبر خان فراهانی : موسیقی دان دربار ناصرالدین‌شاه قاجار و نوازنده سرشناس تار .

## وابسته
- علیقلی خان سردار اسعد
- فروغی بسطامی
- بی‌بی‌خانم استرآبادی
- جنگ مرو